# Rue de Laeken
La rue de Laeken (en néerlandais : Lakensestraat) est une rue bruxelloise commençant rue de la Vierge noire et finissant à la Porte d'Anvers, boulevard d'Anvers, elle mesure 640 mètres.
Elle s'appelait jadis chaussée de Malines.
C'est sur son parcours qu'est situé le Théâtre royal flamand de Bruxelles et le Musée belge de la franc-maçonnerie situé au 79 dans un hôtel particulier du XVIIIe siècle construit par l'architecte Laurent-Benoît Dewez pour lui servir d'habitation personnelle.
Au no 76 se trouve la maison de la famille Poelaert-Stas, construite en 1824, où l'architecte Joseph Poelaert passa son enfance et sa jeunesse.

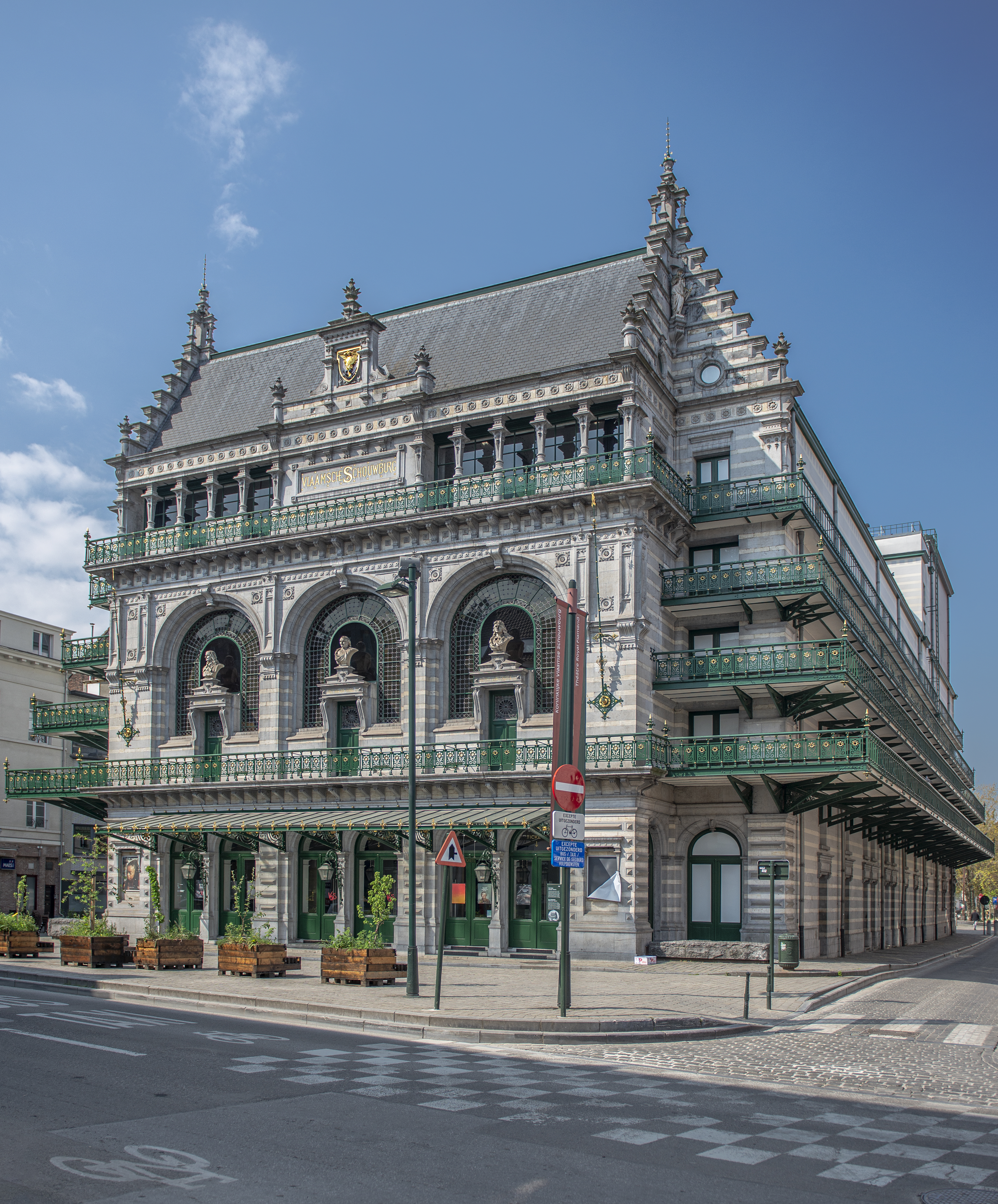
Théâtre royal flamand de Bruxelles
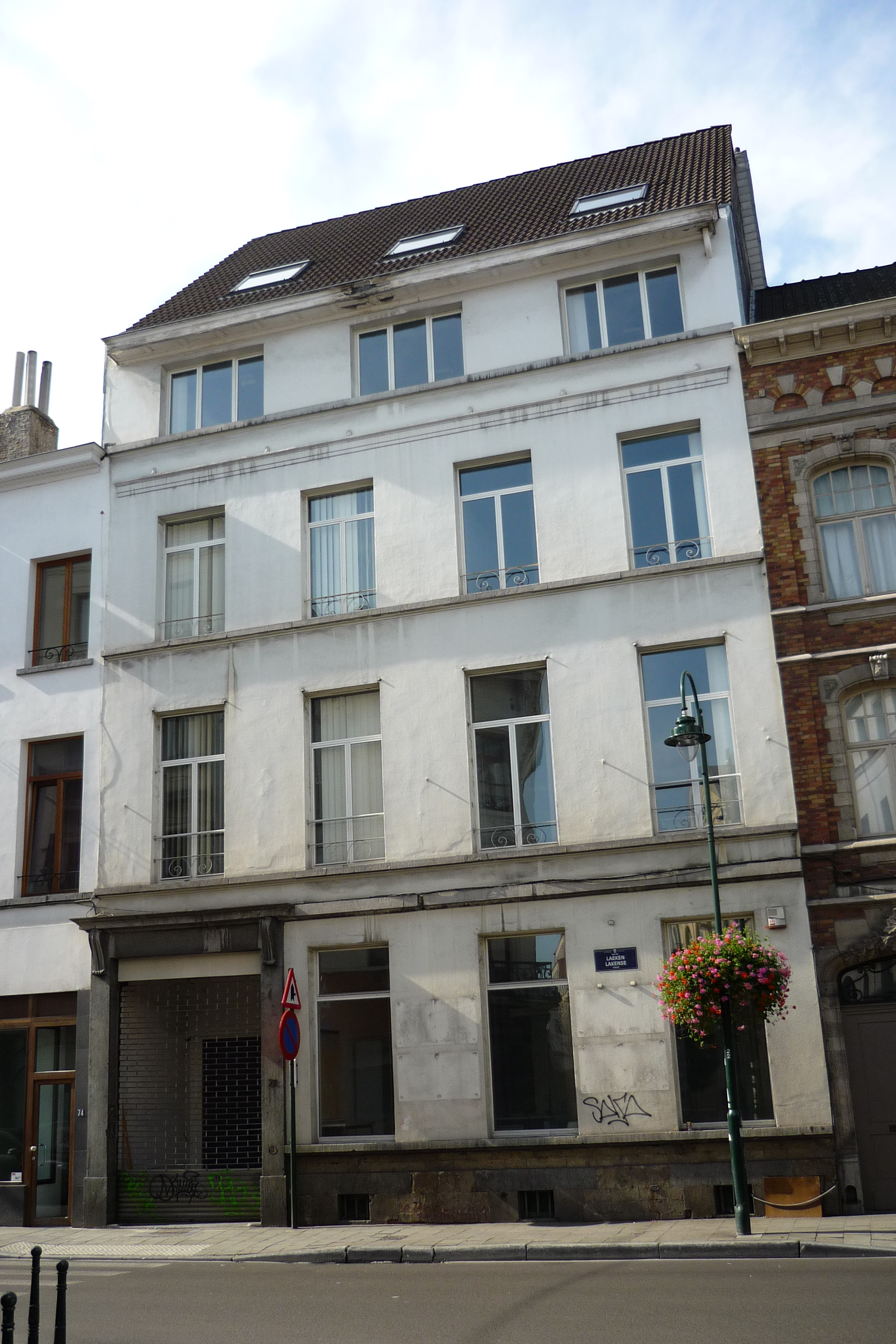
Le no 76, maison de la famille Poelaert.